# آنا كارولاينا (كاتبة)
آنا كارولاينا (بالبرتغالية: Ana Carolina‏) هي كاتبة سيناريو ومخرجة برازيلية، ولدت في 27 سبتمبر 1943 في ساو باولو في البرازيل.

## وصلات خارجية
- آنا كارولاينا على موقع IMDb (الإنجليزية)
- آنا كارولاينا على موقع ألو سيني (الفرنسية)
- آنا كارولاينا على موقع أول موفي (الإنجليزية)
- آنا كارولاينا على موقع كينوبويسك (الروسية)